# 九江日本台湾银行旧址
29°43′35″N 115°58′35″E / 29.72639°N 115.97639°E
九江日本台湾银行旧址位于中国江西省九江市浔阳区滨江路85号（原湓浦路14号），是二戰之前臺灣銀行九江支行的旧址。1986年被列为九江市文物保护单位，2006年被列为江西省文物保护单位。
1911年11月，日本台湾银行在九江设立分行。1985年后旧址被九江市文联、社联、侨联作办公使用。旧址为砖混二层建筑，面阔24米，进深12米，建筑面积576平方米，坐南朝北，面向长江，建筑风格受20世纪西方建筑复古主义思潮影响。1992年其左侧建江阴宾馆时，房屋东北角墙体出现较大裂缝。1999年对其大修，基本保持原貌，仅二楼阳台有所改动。
2018年4月28日，原日本台湾银行旧址、英亚细亚公寓旧址、日本领事馆旧址、日本领事馆公寓旧址4栋历史建筑组成的九江租界旧址博物馆，在浔阳区湓浦路14号1858轻奢院子内开馆。

## 图片

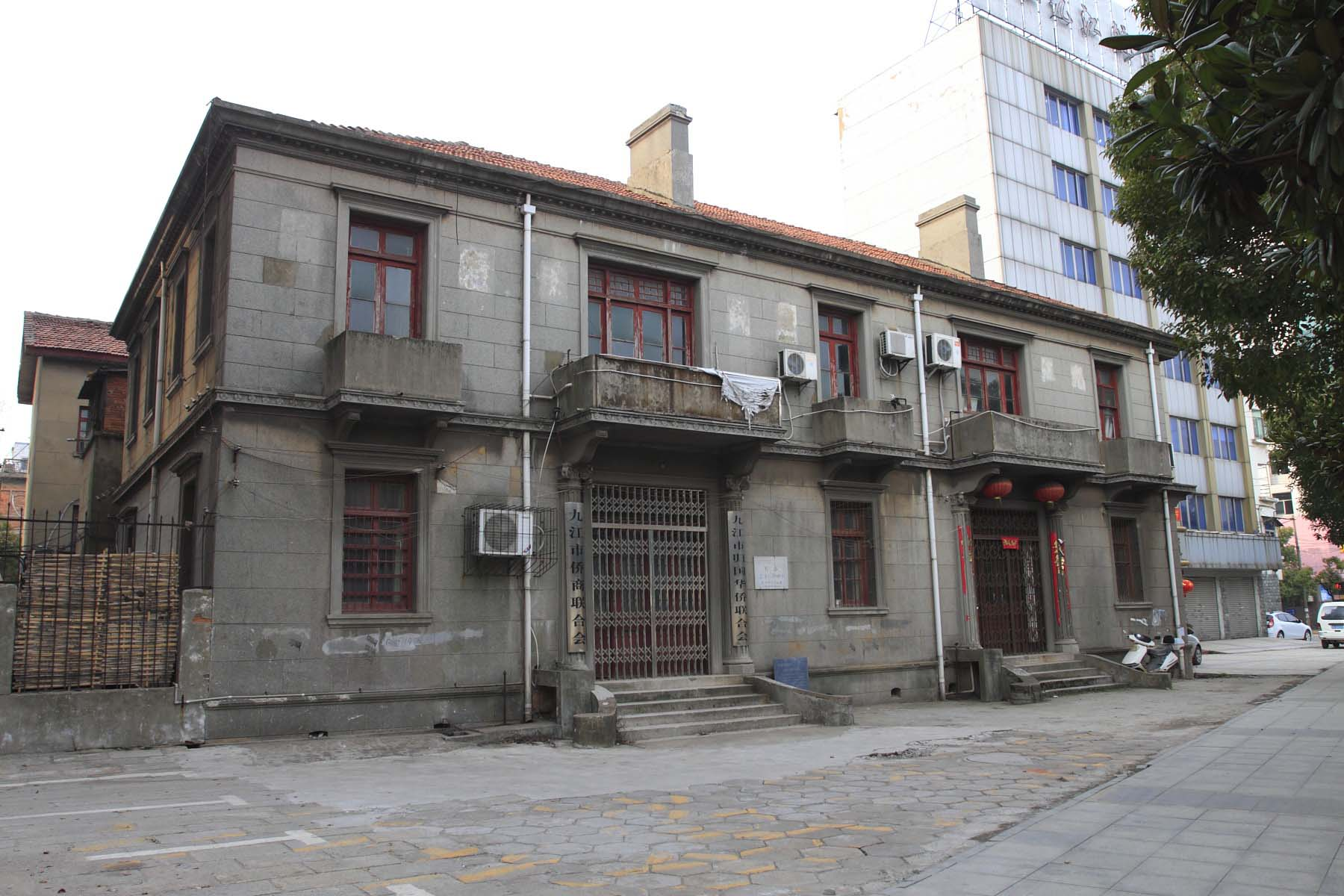